# 澳門論壇日報
澳門論壇日報 （葡萄牙語：Jornal Tribuna de Macau）是澳門葡文報紙，主要刊登澳門和葡萄牙政治與社會新聞及評論。該報的前身是由宋玉生創辦的「澳門公民協會」機關報《澳門晚報》（Jornal De Macau）以及由華年達創辦的葡人政治團體「民主聯盟」的機關報《澳門論壇週報》。兩份報章刋於1982年，均由丁乃時（José Rocha Dinis）擔任社長，1998年兩報合倂為《澳門論壇報》。

## 外部連結
- The Jornal Tribuna de Macau (In Portuguese) （页面存档备份，存于）